# Schaumburger Nachrichten
Die Schaumburger Nachrichten sind eine Lokalzeitung im Landkreis Schaumburg. Die verkaufte Auflage beträgt 10.196 Exemplare, ein Minus von 34,8 Prozent seit 1998.

## Beschreibung
Die Tageszeitung erscheint in Stadthagen im Landkreis Schaumburg in der Schaumburger Nachrichten Verlagsgesellschaft mbH & Co. KG, einer achtzigprozentigen Tochter des Madsack-Verlags aus Hannover (Hannoversche Allgemeine Zeitung).
Im Raum Rinteln konkurrieren die Schaumburger Nachrichten mit der Schaumburger Zeitung, im Raum Bückeburg mit der Schaumburg-Lippischen Landes-Zeitung. Mit einem Marktanteil von rund 50 Prozent sind die Schaumburger Nachrichten Marktführer im Landkreis Schaumburg.
Die Zeitung wurde erst 1974 gegründet, als die Regionalausgaben der Hannoverschen Allgemeinen und des in den Madsack-Verlag eingebrachten SPD-Blattes Hannoversche Presse (heute Neue Presse) zusammengelegt wurden. Die Schaumburger Nachrichten sind Partner im Redaktionsnetzwerk Deutschland (RND), das der Zeitung auch den sogenannten Mantel liefert.

## Redaktionen
Redaktionsbüros werden in Stadthagen und Bad Nenndorf vorgehalten.

## Auflage
Die Schaumburger Nachrichten haben wie die meisten deutschen Tageszeitungen in den vergangenen Jahren an Auflage eingebüßt. Die verkaufte Auflage ist in den vergangenen 10 Jahren um durchschnittlich 3,8 % pro Jahr gesunken. Im vergangenen Jahr hat sie um 5,9 % abgenommen. Sie beträgt gegenwärtig 10.196 Exemplare. Der Anteil der Abonnements an der verkauften Auflage liegt bei 91,8 Prozent.
| 1998  | 1999  | 2000  | 2001  | 2002  | 2003  | 2004  | 2005  | 2006  | 2007  | 2008  | 2009  | 2010  | 2011  | 2012  | 2013  | 2014  | 2015  | 2016  | 2017  | 2018  | 2019  | 2020  | 2021  | 2022  | 2023  | 2024  |
| ----- | ----- | ----- | ----- | ----- | ----- | ----- | ----- | ----- | ----- | ----- | ----- | ----- | ----- | ----- | ----- | ----- | ----- | ----- | ----- | ----- | ----- | ----- | ----- | ----- | ----- | ----- |
| 15649 | 15933 | 16997 | 16811 | 16783 | 16610 | 16798 | 16716 | 16607 | 16499 | 16427 | 16128 | 16384 | 16037 | 15701 | 15186 | 15011 | 14657 | 13909 | 13362 | 13024 | 12566 | 12466 | 12302 | 11414 | 10840 | 10196 |